# Тосно (футбольный клуб)
«То́сно» — российский футбольный клуб из Тосно, Ленинградская область. Основан в 2013 году. Обладатель Кубка России сезона 2017/18. Расформирован в 2018 году. Возрождён в 2023.

## Предыстория

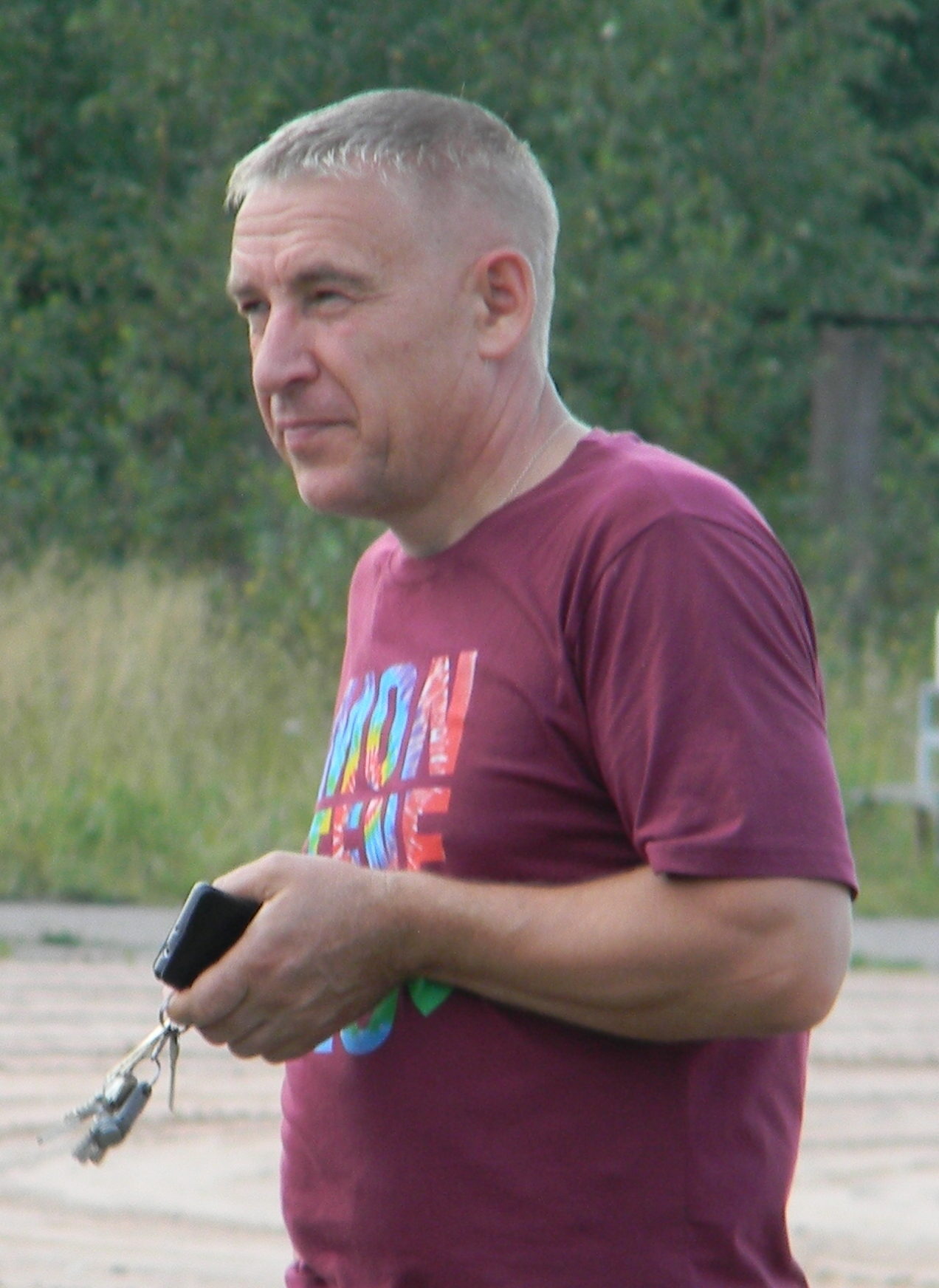
Леонид Хоменко, 2015

### «Эра»
В 1997—2008 годах в чемпионате Ленинградской области выступала команда «Эра» Тосно. Директором и тренером клуба был Леонид Иванович Хоменко (по его словам, команда из Тосно начала выступать в первенстве области в 1986—1987 году). В 2000—2001 годах клуб выступал под названием «Тосно». В 2003 году под названием «Эра-Инком» стал бронзовым призёром чемпионата области. Финалист Кубка области 2002 года под названием «Катерпиллер».
Выступления в чемпионате Ленинградской области
| Сезон | Место | Примечания |
| ----- | ----- | ---------- |
| 1997  | 10    |            |
| 1998  | 8     |            |
| 1999  | 13    |            |
| 2000  | 6     |            |
| 2001  | 8     |            |
| 2003  | 3     |            |

| Сезон | Место | Примечания |
| ----- | ----- | ---------- |
| 2004  | 8     |            |
| 2005  | 5     |            |
| 2006  | 6     |            |
| 2007  | 9     |            |
| 2008  | 9     |            |

Выступления в кубке Ленинградской области
| Сезон | Место | Примечания |
| ----- | ----- | ---------- |
| 1999  | 1/2   |            |
| 2002  | финал |            |
| 2005  | 1/4   |            |

| Сезон | Место      | Примечания |
| ----- | ---------- | ---------- |
| 2006  | 1/4, техн. |            |
| 2007  | 1/4        |            |
| 2008  | 1/4        | ,          |

Футбольный клуб «Тосно» был зарегистрирован Хоменко в конце 2008 года. В 2009 году произошло объединение с другим любительским клубом — «Руаном», под этим названием команда выступала до 2013 года в чемпионате Ленинградской области. Хоменко был директором клуба в 2009—2010 годах.

### «Руан»
Команда «Руан», представлявшая одноимённую петербургскую рекламную компанию, была основана в 2005 году. Владельцы — братья Вячеслав и Игорь Ананских. Также проводила матчи в Кировске, Тосно и Павлово. Тренер — Вячеслав Матюшенко.
| Сезон | Команда             | Турнир                                     | Место | Примечания |
| ----- | ------------------- | ------------------------------------------ | ----- | ---------- |
| 2006  | Руан (СПб)          | Первенство Санкт-Петербурга. Первая группа | 7     |            |
| 2007  | Руан (СПб)          | Первенство Санкт-Петербурга. Первая группа | 2     |            |
| 2008  | Руан-Нева (Кировск) | Чемпионат Санкт-Петербурга. Высшая группа  | 3     |            |
| 2008  | Руан-Нева (Кировск) | Чемпионат Ленинградской области            | 2     |            |
| 2009  | Руан (СПб)          | Чемпионат Санкт-Петербурга. Высшая группа  | 5     |            |
| 2009  | Руан (Тосно)        | Чемпионат Ленинградской области            | 1     |            |
| 2009  | Руан (Тосно)        | Кубок Ленинградской области                | 1     |            |
| 2010  | Руан (Тосно)        | Первенство МРО «Северо-Запад»              | 5-6   |            |
| 2010  | Руан (Тосно)        | Чемпионат Ленинградской области            | 2     |            |
| 2010  | Руан (Тосно)        | Кубок Ленинградской области                | 1     |            |
| 2010  | Руан-Самсон (Тосно) | Чемпионат Санкт-Петербурга. Высшая группа  | 4     |            |
| 2010  | Руан-Самсон (Тосно) | Кубок Санкт-Петербурга                     | 3-4   |            |
| 2011  | Руан (СПб/Павлово)  | Первенство МРО «Северо-Запад»              | 9     |            |
| 2011  | Руан (СПб/Павлово)  | Чемпионат Санкт-Петербурга. Высшая группа  | 2     |            |
| 2012  | Руан (Тосно)        | Первенство МРО «Северо-Запад»              | 2     |            |
| 2012  | Руан (Тосно)        | Чемпионат Санкт-Петербурга. Высшая группа  | 4     |            |
| 2013  | Руан (Тосно)        | Чемпионат Ленинградской области            | 7     |            |
| 2013  | Руан (Тосно)        | Кубок чемпионов МРО «Северо-Запад»         | 2     |            |
| 2013  | Руан (Тосно)        | Кубок МРО «Северо-Запад»                   | 2     |            |

### «МВС Агро»
В 2011—2012 годах под руководством Хоменко в чемпионате Ленинградской области выступала команда клуба «Тосно» под названием «МВС Агро». В 2011 году она стала серебряным призёром, а в 2012 заняла шестое место. Финалист Кубка области-2011.

## История клуба
Идея создания профессиональной команды в Ленинградской области появилась в начале 2012 года — президент Федерации футбола Ленинградской области и сын основателя клуба «Руан» Валерия Михеева Алексей Михеев (также являвшийся руководителем аппарата комитета Государственной думы по физкультуре и спорту и заместителем начальника управления по работе с обращениями граждан и главы мобильной приёмной президента России) заявил о работе над созданием футбольного клуба. В марте 2013 года было принято решение о создании профессионального футбольного клуба при поддержке холдинговой компании Fort Group, являющейся генеральным спонсором, и Региональной общественной организации «Футбольный клуб „Тосно“» на базе «Руана». Клуб представлял Ленинградскую область. 13 июня 2013 года клуб был принят в члены ПФЛ и заявлен в зону «Запад» первенства ПФЛ. Первые два сезона домашние матчи клуб проводил на стадионе «Кировец» в городе Тихвине из-за несоответствия городского стадиона Тосно условиям ПФЛ. Несколько домашних матчей было проведено на МСА «Петровский» (Санкт-Петербург), который с сезона 2015/16 стал основным стадионом команды. С апреля 2016 домашним стадионом стал «Центральный» в Великом Новгороде.
Новичками команды стали преимущественно петербургские воспитанники, а также игроки, знакомые тренерскому штабу.

### Первенство ПФЛ
В год своего дебюта клуб «Тосно» стартовал в двух турнирах: первенстве ПФЛ (зона «Запад») и в Кубке России. Первый матч в истории клуба — 21 июня 2013 года: СДЮШОР «Зенит» — «Тосно» — 1:3. Первый официальный матч был сыгран 10 июля — в 1/256 финала Кубка России был обыгран ФК «Вологда». В итоге, «Тосно» вышел в 1/4 финала турнира, обыграв шестерых соперников, в числе которых участник первого дивизиона — «Динамо» (Санкт-Петербург) и команды премьер-лиги — екатеринбургский «Урал» и московский «Спартак». «Тосно» стал первым клубом в истории футбола Санкт-Петербурга и Ленинградской области, который будучи участником 2 дивизиона, попал в стадию 1/4 финала Кубка России.
Первое поражение клуб потерпел 27 октября в своей 23-й игре, не проиграв до этого 18 матчей в первенстве и 4 в Кубке России. На следующий день контракт с главным тренером Виктором Демидовым был расторгнут. В оставшихся в 2013 году матчах командой руководил тренер вратарей Кирилл Гашичев.
На февральских сборах 2014 года во главе команды был украинский специалист Олег Лещинский, а 4 марта он официально стал главным тренером команды. 12 марта в 1/8 финала Кубка России 2013/14 «Тосно» сенсационно выбил из турнира московский «Спартак», обыграв его в гостевом матче благодаря единственному голу, забитому на 114-й минуте Валентином Филатовым. Этот случай стал лишь четвёртым в истории Кубка России, когда клуб третьего по силе дивизиона вышел в 1/4 соревнования. На следующей стадии 26 марта «Тосно» в гостевом матче уступил «Краснодару» 0:3. 15 мая Лещинский был уволен из-за конфликта с игроками. Исполняющим обязанности главного тренера стал начальник команды Вячеслав Матюшенко. 27 мая, за два тура до конца чемпионата, был обыгран главный соперник ивановский «Текстильщик» 1:0. «Тосно» досрочно победил в зоне «Запад» ПФЛ, набрав 71 очко и потерпев лишь два поражения и получил право играть в ФНЛ в следующем сезоне.

### Первенство ФНЛ
Сезон 2014/2015
28 июля 2014 года был подписан контракт с новым главным тренером — Николаем Костовым, болгарским специалистом, а чуть позднее — с его ассистентом Веселином Атанасовым. В первых четырёх матчах командой руководил Кирилл Гашичев; Костов был внесён в заявку 30 июля. С самого начала первенства «Тосно» занял место в верхней части таблицы, с 8 по 12 тур возглавляя её, но первый круг завершил на пятом месте, отставая от лидера «Анжи» на 5 очков. 5 ноября контракт с Костовым был расторгнут по соглашению сторон. Осеннюю часть первенства команда под руководством старшего тренера Кирилла Гашичева завершила четырьмя победами, благодаря которым вышла на 3 место в турнирной таблице, уступая лишь «Анжи» и «Томи». В ноябре 2014 было объявлено, что к началу сезона-2015/16 клуб планирует построить собственный десятитысячный стадион в Тосно. 4 декабря был подписан двухлетний контракт с бывшим главным тренером клуба «Луч-Энергия» Александром Григоряном. Перед первыми учебно-тренировочными сборами 2015 года состав команды укрепился новыми игроками — пришли голкипер Сергей Нарубин, отыгравший 7 сезонов в «Амкаре», защитник Гурам Тетрашвили и нападающий Станислав Прокофьев из «Луча-Энергии»; экс-зенитовец полузащитник Максим Астафьев, многолетний лидер «Сибири»; защитник Евгений Зубейко, польский защитник Марцин Ковальчик; из тульского «Арсенала» в родные края, также как и Астафьев, возвратился нападающий Максим Вотинов.
В феврале 2015 клуб занял последнее, 16 место на Кубке ФНЛ в Турции, а 28 февраля Григорян был отправлен в отставку по соглашению сторон по семейным обстоятельствам. Исполняющим обязанности главного тренера был назначен Евгений Перевертайло, ставший главным тренером 26 марта. Весеннюю часть сезона 2014/2015 «Тосно» провёл достойно, но поражения в Ярославле и Тюмени не позволили команде занять одно из первых двух мест, гарантирующих прямую путёвку в премьер-лигу. «Тосно» финишировал вслед за «Крыльями Советов» и «Анжи» на третьем месте, получив право принять участие в стыковых матчах против «Ростова», где уступил по сумме двух матчей (0:1, 1:4).
Сезон 2015/2016

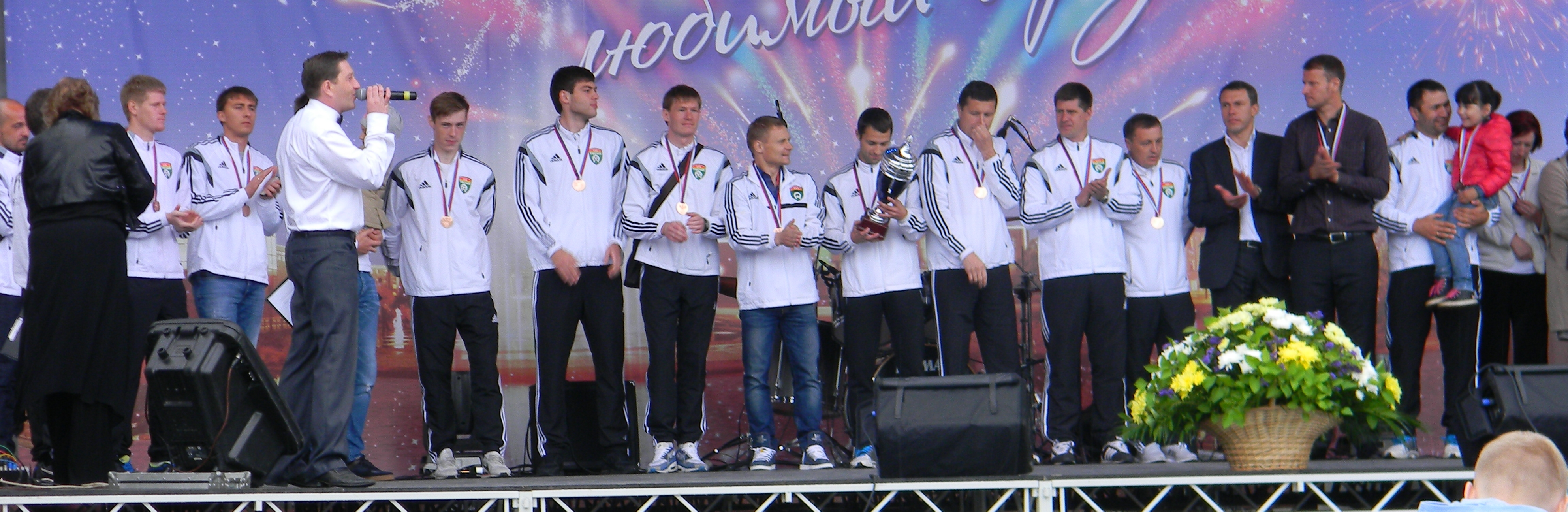
Награждение ФК «Тосно» бронзовыми медалями ФНЛ, г. Тосно, 12 июня 2015

31 июля 2015, после четырёх туров первенства ФНЛ 2015/16, в которых клуб дважды выиграл и дважды проиграл, по обоюдному согласию был расторгнут договор с Перевертайло. Сам тренер заявил, что ему не хватило времени и доверия. Тренерская перестановка произошла в тот момент, когда «Тосно» предстояло провести шесть выездных матчей. 12 августа было объявлено о подписании двухлетнего контракта с Дмитрием Парфёновым, до этого тренировавшего клуб ПФЛ «Текстильщик» Иваново. Четырёхкратный чемпион России в составе московского «Спартака» в свой штаб пригласил многолетнего партнёра по команде Юрия Ковтуна. После 9 тура «Тосно» занимал 17 строчку и находился в зоне вылета. В первом домашнем матче при Парфёнове команда добилась ничейного результата, однако затем трижды проиграла. К концу ноября «Тосно» подошёл на 18 месте, но выиграв последние два матча в году, поднялся на 14 место. Одержав 9 побед в 14 матчах весеннего этапа, клуб занял итоговое седьмое место в первенстве. Четыре последних домашних матча были проведены на стадионе «Центральный» в Великом Новгороде.
В Кубке России, обыграв на стадии 1/32 «Псков-747», команда вышла на «Ростов». «Тосно» в дополнительное время переиграл выступавших фактически дублирующим ростовчан. В 1/8 финала «Тосно» на главной арене «Петровского» встречался с «Зенитом» и проиграл 0:5.
Сезон 2016/2017
Осеннюю часть первенства ФНЛ 2016/17 «Тосно» завершил на втором месте, после 24 игр на 5 очков отставая от московского «Динамо» и на 8 очков опережая «СКА-Хабаровск». В Кубке России команда дошла до четвертьфинала, пройдя клубы премьер-лиги «Ростов» и «Арсенал», но уступила «Локомотиву» 0:1.
В апреле 2017 было объявлено о начале сотрудничества с московской школой «Чертаново». 6 мая, за три тура до окончания первенства, победив в гостевом матче «Нефтехимик» 2:0, «Тосно» завоевал путёвку в премьер-лигу.

### Сезон 2017/2018. Победа в Кубке России и вылет из премьер-лиги. Расформирование
В июле 2017 года «Тосно» дебютировал в премьер-лиге. После неудач в стартовых трёх турах клуб победил в Туле «Арсенал» 2:1. В этом матче был забит первый гол команды в РФПЛ и одержана победа, ставшая волевой.
В домашней игре с московским «Спартаком» «Тосно», находясь в меньшинстве большую часть матча и уступая по ходу встречи 0:2, сумел сравнять счёт и отобрать очки у действующего чемпиона России — 2:2. В этом же матче был установлен рекорд посещаемости домашних матчей «Тосно» — 13 655 зрителей. Победив грозненский «Ахмат» 1:0, «Тосно» одержал первую победу на домашнем стадионе «Петровский» в сезоне. Важная победа с точки зрения борьбы в нижней части турнирной таблицы была одержана в матче с «Арсеналом». Форвард команды Евгений Марков вышел на замену на исходе часа игры и, забив три мяча за 20 минут, принёс победу «Тосно».
По ходу сезона игроки «Тосно» неоднократно вызывались в национальные сборные: Антон Заболотный, Евгений Чернов, Виталий Шахов (сборная России), Георгий Мелкадзе (Россия-мол.), Александр Карницкий (сборная Беларуси), Нуну Роша (сборная Кабо-Верде).
Во время зимней паузы в чемпионате команда лишилась двух лидеров атаки — нападающих Антона Заболотного, который перешёл в «Зенит», сумма сделки оценивается в 1,5 млн евро, и Евгения Маркова, перешедшего в московское «Динамо». В клуб пришли черногорец Неманья Миюшкович, бразилец Рикардиньо и атакующий полузащитник «Тамбова» Алексей Скворцов. На правах аренды перешёл защитник московского «Локомотива» Тимофей Маргасов.
Весеннюю часть чемпионата клуб начал с гостевой победы над аутсайдером «СКА-Хабаровском» 1:0, однако в следующих девяти матчах набрал только два очка. 18 апреля 2018 в полуфинале Кубка России «Тосно» одержал победу в серии пенальти над чемпионом страны московским «Спартаком» и впервые вышел в финал, где 9 мая в Волгограде обыграл курский «Авангард» 2:1.
Несмотря на победу в Кубке, «Тосно» был лишён права участия в Лиге Европы 2018/19 по причине отсутствия лицензии на участие в еврокубках (клуб не подал своевременно документы на её получение) и многомиллионных долгов по зарплате. Вместо «Тосно» путёвку в Лигу Европы получила «Уфа», обыгравшая в последнем туре дома «Тосно» 5:0 и занявшая в чемпионате 6 место. Это поражение лишило «Тосно» места в премьер-лиге — набравший также 24 очка «Анжи» оказался на 14 месте по результатам личных встреч (2:0, 2:2).
30 мая клубу было отказано в получении лицензии на выступление в первенстве ФНЛ. В тот же день появилась информация, что с просьбой урегулировать финансовую ситуацию футболисты намерены обратиться к президенту России Владимиру Путину, а также подать заявления в суды с целью погашения долгов. 1 июня проводивший анализ финансового состояния «Тосно» предприниматель Игорь Левит заявил, что потенциальные инвесторы отказались от вложений в клуб. Тогда же было объявлено, что Левит вместе с одним из основателей компании ЛСР миллиардером Андреем Молчановым будут руководить другим создаваемым профессиональным клубом из Ленинградской области — «Ленинградец».
9 июня 2018 года Максим Левченко, управляющий партнёр «Fort Group», объявил, что ФК «Тосно» прекращает существование.
В чемпионате Ленинградской области продолжила играть команда «Атлант-Тосно».
В 2023 году генеральный директор «Тосно» Вячеслав Матюшенко подтвердил, что на момент закрытия долги клуба составляли около 400 миллионов рублей.

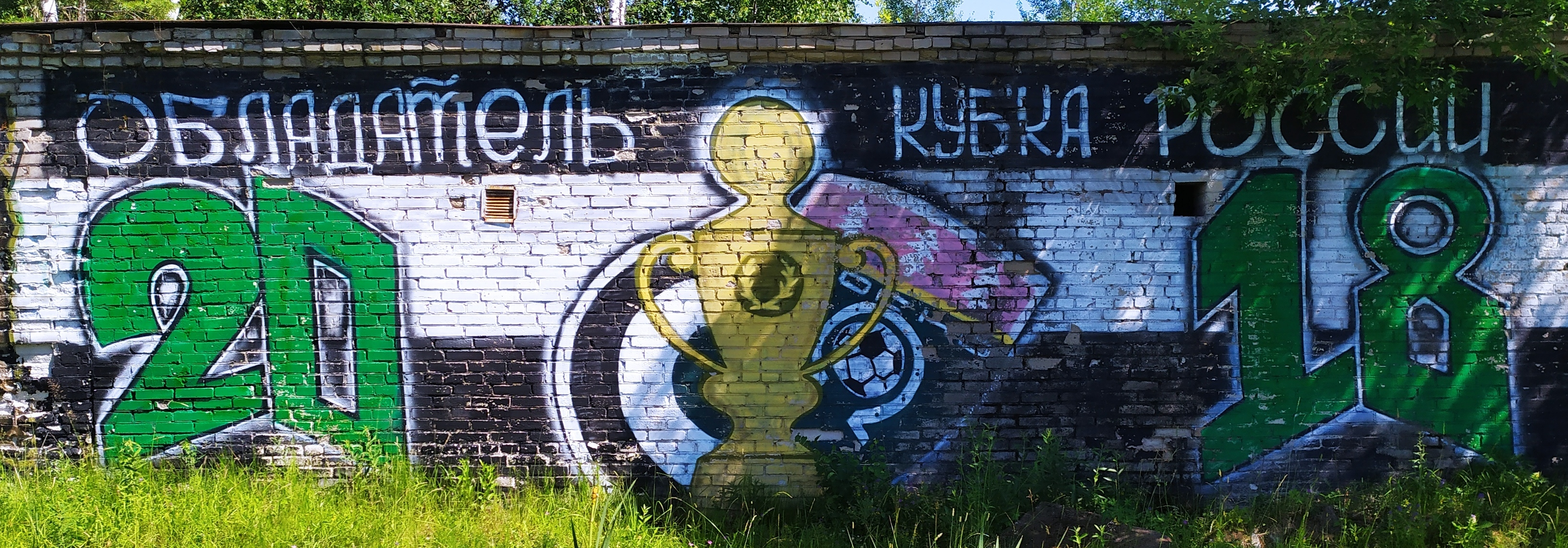
Граффити на стадионе г. Тосно

### Возрождение
В 2023 году клуб участвовал в первенстве ОФФ «Северо-Запад» среди команд третьего дивизиона.
В 2024 году команда «Тосно» (Санкт-Петербург) участвовала в чемпионате СЗФО (третья лига), домашний стадион — «Химик» (Рябовское шоссе). Команда «Тосно» (Ленинградская область) участвовала в чемпионате Ленинградской области, домашний стадион — «Надежда» (Никольское).

## Результаты выступлений
| Сезон   | Дивизион    | Место | И  | В  | Н  | П  | М     | О  | Бомбардир             | Кубок России | И | В | Н | П | М   | Последняя стадия — соперник      |
| ------- | ----------- | ----- | -- | -- | -- | -- | ----- | -- | --------------------- | ------------ | - | - | - | - | --- | -------------------------------- |
| 2013/14 | ПФЛ «Запад» | 1     | 32 | 21 | 8  | 3  | 51-16 | 71 | Александр Савин (12)  | 2013/14      | 7 | 4 | 2 | 1 | 9-5 | 1/4 — Краснодар 0:3 (г)          |
| 2014/15 | ФНЛ         | 3     | 34 | 20 | 5  | 9  | 50-36 | 65 | Батраз Хадарцев (7)   | 2014/15      | 3 | 1 | 1 | 1 | 4-4 | 1/8 — Кубань 0:3 (г)             |
| 2015/16 | ФНЛ         | 7     | 38 | 17 | 4  | 17 | 57-53 | 55 | Владимир Ильин (14)   | 2015/16      | 3 | 2 | 0 | 1 | 2-5 | 1/8 — Зенит (СПб) 0:5 (г)        |
| 2016/17 | ФНЛ         | 2     | 38 | 21 | 12 | 5  | 63-30 | 75 | Антон Заболотный (16) | 2016/17      | 4 | 3 | 0 | 1 | 6-3 | 1/4 — Локомотив (Москва) 0:1 (г) |
| 2017/18 | РФПЛ        | 15    | 30 | 6  | 6  | 18 | 23-54 | 24 | Евгений Марков (8)    | 2017/18      | 5 | 3 | 2 | 0 | 7-4 | — Авангард (Курск) 2:1 (н)       |

В стыковых матчах за выход в премьер-лигу по итогам сезона 2014/15 «Тосно» проиграл «Ростову» 0:1 (д), 1:4 (г).
В молодёжном первенстве клубов премьер-лиги 2017/18 команда заняла 10 место.

### Любительские команды
До 2016 года в любительском первенстве России (третьем дивизионе), а также в 2014 и 2015 годах в Кубке России среди ЛФК (МРО «Северо-Запад») и в 2015 году в Кубке чемпионов МРО «Северо-Запад» выступала команда «Тосно-М». В чемпионате Ленинградской области (Д5) выступала команда «Атлант» («Атлант-Тосно»).
| Сезон | Команда        | Турнир                                       | Место   | Источник |
| ----- | -------------- | -------------------------------------------- | ------- | -------- |
| 2014  | Тосно-М        | Первенство МРО «Северо-Запад» (III дивизион) | 9 / 10  |          |
| 2014  | Тосно-М        | Кубок России среди ЛФК, зона «Северо-Запад»  | 3-4     |          |
| 2014  | Тосно          | Чемпионат Ленинградской области              | 9 / 11  | ,        |
| 2015  | Тосно-М        | Первенство МРО «Северо-Запад» (III дивизион) | / 8     |          |
| 2015  | Тосно-М        | Молодёжный турнир МРО «Северо-Запад»         | / 6     |          |
| 2015  | Тосно-М        | Кубок чемпионов МРО «Северо-Запад»           | 3       |          |
| 2015  | Тосно-М        | Кубок России среди ЛФК, зона «Северо-Запад»  | 2       |          |
| 2015  | Тосно-2        | Чемпионат Ленинградской области              | 6 / 16  | ,        |
| 2016  | Тосно-М        | Первенство МРО «Северо-Запад» (III дивизион) | 4 / 9   |          |
| 2016  | Тосно          | Чемпионат Ленинградской области              | 4/12    |          |
| 2017  | Атлант-Тосно   | Чемпионат Ленинградской области, первая лига | 9 / 10  |          |
| 2017  | Атлант-Тосно-м | Чемпионат Ленинградской области, вторая лига | / 5     |          |
| 2018  | Тосно          | Молодёжный турнир МРО «Северо-Запад»         | 8 / 8   |          |
| 2018  | Атлант-Тосно   | Чемпионат Ленинградской области              | 11 / 12 |          |
| 2019  | Атлант-Тосно   | Чемпионат Ленинградской области              | 5 / 11  | ,        |
| 2020  | Атлант-Тосно   | Чемпионат Ленинградской области              | 7 / 10  | ,        |
| 2021  | Атлант-Тосно   | Чемпионат Ленинградской области              | 11 / 12 | ,        |
| 2022  | Атлант-Тосно   | Чемпионат Ленинградской области              | 8 / 10  |          |
| 2023  | Тосно          | Чемпионат СЗФО                               | 4 / 7   |          |
| 2023  | Тосно          | Чемпионат Ленинградской области              | / 10    |          |
| 2023  | Тосно          | Кубок Ленинградской области                  | 1       |          |
| 2024  | Тосно (СПб)    | Чемпионат СЗФО                               | / 7     |          |
| 2024  | Тосно (Тосно)  | Чемпионат Ленинградской области              | / 11    |          |
| 2024  | Тосно (Тосно)  | Кубок Ленинградской области                  | 2       |          |

## Достижения
Кубок России
- Обладатель: 2017/18

ФНЛ
- Серебряный призёр: 2016/17
- Бронзовый призёр: 2014/15

Второй дивизион (зона «Запад»)
- Чемпион: 2013/14

## Статистика

### Крупнейшие победы и поражения
| Победы - Первенство России (+5): 5:0 — «Знамя Труда» (д), 25 августа 2013, ПФЛ 2013/2014 6:1 — «Торпедо» Владимир (д), 24 мая 2014, ПФЛ 2013/2014 6:1 — «Спартак-2» Москва (д), 15 мая 2016, ФНЛ 2015/2016 - Кубок России (+3): 3:0 — «Север» (г), 11 августа 2013, 2013/14 — 1/64 4:1 — «Коломна» (г), 31 августа 2014, 2014/15 — 1/32 | Поражения - Первенство России (-6): 0:6 — ЦСКА (г), 1 декабря 2017, РФПЛ 2017/18 - Кубок России (-5): 0:5 — «Зенит» (г), 28 октября 2015, 2015/16 — 1/8 |

### Серии
| Победные - Первенство России: 7 матчей: 1 — 27 мая 2014, ПФЛ 2013/2014 9 ноября 2014 — 23 марта 2015, ФНЛ 2014/2015 Беспроигрышные - Во всех турнирах: 22 матча: 15 июля — 24 октября 2013: +14=8 - Первенство России: 18 матчей: 15 июля — 24 октября 2013: +11=7 | Проигрышные - Первенство России: 4 матча: 10—31 августа 2015, ФНЛ 2015/2016 Безвыигрышные - Первенство России: 10 матчей: 20 июля — 21 сентября 2015: −8=2, ФНЛ 2015/2016 |

Больше всего матчей за клуб провёл Рустем Мухаметшин — 81 (75 в первенстве и 6 в Кубке России). Лучший бомбардир — Антон Заболотный — 24 гола, все в первенстве.

## Стадионы
| Стадион        | Город            | Вместимость | Годы      | Игры* | 13/14 | 14/15 | 15/16 | 16/17 | 17/18 |
| -------------- | ---------------- | ----------- | --------- | ----- | ----- | ----- | ----- | ----- | ----- |
| МСА Петровский | Санкт-Петербург  | 2835        | 2013—2016 | 21    | 3     | 3     | 15    | —     | —     |
| Кировец        | Тихвин           | 6000        | 2013—2015 | 26    | 12    | 14    | —     | —     | —     |
| Электрон       | Великий Новгород | 3223        | 2016—2017 | 23    | —     | —     | 4     | 19    | —     |
| Петровский     | Санкт-Петербург  | 20985       | 2017—2018 | 14    | —     | —     | —     | —     | 14    |
| Старт          | Саранск          | 11613       | 2018      | 1     | —     | —     | —     | —     | 1     |

* Без учёта кубковых и переходных.

## Список главных тренеров
| Тренер               | Период работы                        | Результаты в первенстве       |
| -------------------- | ------------------------------------ | ----------------------------- |
| Виктор Демидов       | июнь — 28 октября 2013               | 19: +11=7-1, 29-9, 70,16 %    |
| Кирилл Гашичев       | 29 октября — ноябрь 2013             | 2: +1=1-0, 3-2, 66,67 %       |
| Олег Лещинский       | 4 марта — 15 мая 2014                | 7: +6=0-1, 10-1, 85,71 %      |
| Вячеслав Матюшенко   | 16 мая — июнь 2014                   | 5: +4=0-1, 10-4, 80 %         |
| Николай Костов       | июль — 5 ноября 2014                 | 17: +8=4-5, 23-23, 54,90 %    |
| Кирилл Гашичев       | 6 — 21 ноября 2014                   | 4: +4=0-0, 10-3, 100 %        |
| Александр Григорян   | 4 декабря 2014 — 28 февраля 2015     | —                             |
| Евгений Перевертайло | 3 — 25 марта 26 марта — 31 июля 2015 | 17: +10=1-6, 21-15, 60,78 %   |
| Кирилл Гашичев       | 1 — 10 августа 2015                  | 2: +0=1-1, 2-3, 16,6 %        |
| Дмитрий Парфёнов     | 12 августа 2015 — 21 мая 2018        | 100: +42=21-37, 137—129, 49 % |

## Символика
Логотип команды представляет собой щит. В красной части надпись «Футбольный клуб», под которой три ели. В зелёной части название клуба и города — «Тосно», под которой подкова, окружающая футбольный мяч. Красная и зелёная части разделены жёлтой полосой. Логотип создан на основе герба Тосненского района.
Маскотами команды являлись Корюшка и Лось.